# Théâtre Verlaine
Pour les articles homonymes, voir Théâtre des Arts et Verlaine (homonymie).
Le théâtre Verlaine est une ancienne salle de spectacles de 750 places, située 66 rue de Rochechouart dans le 9e arrondissement de Paris. Créé en 1946, il est racheté par Alexandra Roubé-Jansky en 1951 ; elle le dirigera jusqu'à sa fermeture en 1969, sans jamais pouvoir assurer sa viabilité économique. Elle le rebaptise théâtre des Arts en 1954.
Le 14 juin 1966, un incendie cause d'importants dégâts au théâtre.

## Propriétaires et directeurs
Jusqu'en 1951 - Marie Valsamaki.
1951-1969 - Alexandra Roubé-Jansky
Alexandra Roubé-Janski liquide une partie de son patrimoine pour racheter le théâtre Verlaine en 1954 ; elle en devient directrice et y résidera jusqu'à la destruction du bâtiment. Elle le renomme en Théâtre des arts en 1954.
Le premier spectable créé est Gigi de Colette, pour la première fois créé en français, mis en scène par Jean Meyer, avec Evelyne Ker et Alice Cocéa. Le soir de la première, le 24 février 1954, le théâtre organise un prestigieux gala, en l'absence de Colette, mais en présence de la femme du président René Coty et de nombreuses personnalités de l'Académie française (François Mauriac, Fernand Gregh et Maurice Garçon), de l'Académie Goncourt (Roland Dorgeles, Gérard Bauer, Armand Salacrou, Philippe Hériat, Alexandre Arnoux et Francis Carco), de la politique (Edgar Faure et des Arts et des Lettres (Marguerite Pierry, etc.).
Les années 1957 et 1958 sont marquées par la polémique politique et judiciaire autour des représentations de Bérénice de Robert Brasillach en 1957 et 1958. Elle marque par ailleurs la fin de la collaboration entre Roubé-Jansky et Alice Cocéa.
Dès le début des années 1960, l'aventure commence à tourner court sur le plan financiers. Le nombre de spectacles et de représentations semble insuffisante pour maintenir la rentabilité.
Le 14 juin 1966, un incendie cause d'importants dégâts au théâtre. Le spectacle alors en cours de répétition, Mascarade, doit être annulé.
Durant l'été 1968, Roubé-Jansky s'associe avec Gérard Descotils, ancien analyste financier new-yorkais, pour établir un ultime plan de sauvetage du théâtre. Le théâtre est rénové et de nouveaux fonds sont apportés pour prévoir deux nouvelles pièces. Deux pièces sont alors prévues, qui ne verront manifestement jamais le jour : The Connexion et La chatte sur les rails de Joseph Topol.
Elle reste directrice du théâtre jusqu'à sa disparition de celui-ci et la démolition du bâtiment en 1969.

## Bérénice ou La Reine de Césarée
Alice Cocéa avait marqué son intérêt pour cette pièce avant même sa publication en 1954 et l'avait jouée en Suisse, avec le soutien de l'association des amis de l'auteur, Robert Brasillach - fusillé en 1945 pour collaboration. Elle s'était déjà heurtée alors aux réactions de la presse. Directrice artistique du théâtre elle souhaite néanmoins monter la pièce à Paris, sur base d'un texte expurgé.
Avant la première, des associations de Juifs et de résistants tentent néanmoins de faire interdire les représentations ; face au refus, des incidents éclatent au théâtre le soir de la répétition générale, le 17 novembre 1957 et de la première le lendemain. Alice Cocéa conteste la portée antisémite du texte remanié et Alexandra Roubé-Jansky appelle le public à juger la pièce et le spectacle, indépendamment de l'auteur. Les démarches des détracteurs, les polémiques, les pressions et la crise interne au théâtre - Jacques François, par exemple, renonçant à jouer un des rôles principaux après les premières représentations - , n'interrompront pas les représentations, qui se poursuivront, légalement autorisées et protégées au nom de la liberté d'expression. Elles se prolongeront jusqu'au 20 février 1958, à l'issue d'un conflit, porté devant le juge, entre la directrice du théâtre et Alice Cocéa - celle-ci souhaitant prolonger encore les représentations.

## Productions
Théâtre Verlaine
- 1946 : Le Bal des pompiers de Jean Nohain, mise en scène Pierre-Louis.
- 1946 : Anne et le Dragon de Raymond Caillava, mise en scène Nouno Nicas.
- 1947 : La perverse madame Russel de Joan Morgan, mise en scène Alfred Pasquali.
- 1948 : J'irai cracher sur vos tombes de Boris Vian, mise en scène Alfred Pasquali[12].
- 1948 : Maître après Dieu de Jan de Hartog, mise en scène Jean Mercure.
- 1949 : Les Amants d'Argos de Jean-Claude Eger, mise en scène René Rocher.
- 1949 : Mais n'te promène donc pas toute nue de Georges Feydeau, mise en scène Raymond Raynal.
- 1949 : Tu ne m'échapperas jamais de Margaret Kennedy.
- 1950 : Les Allemands de Leon Kruczkowski, mise en scène Clément Harari.
- 1950 : Le Fleuve de Charles Cordier, mise en scène José Squinquel.
- 1950 : Messe noire de Paul Gregor.
- 1950 : Nous avons les mains rouges de Jean Meckert, mise en scène Marcel Cuvelier.
- 1951 : La Tragédie optimiste de Vsevolod Vichnievski, mise en scène Clément Harari.

Théâtre des Arts
- 1954 : Gigi de Colette, mise en scène Jean Meyer (24 février)
- 1954 : Le Seigneur de San Gor de Gloria Alcorta, mise en scène Jacques Mauclair et Henri Rollan
- 1955 : Poppi de Georges Sonnier, mise en scène Pierre Valde.
- 1955 : TTX de Cécil Saint-Laurent et Pierre de Meuse, mise en scène Alice Cocéa (20 mai).

À cette époque, Alexandra Roubé-Jansky obtient de Georges Simenon les droits d'adaptation de Maigret se trompe, avec l'intention d'attribuer le rôle titre à Michel Simon. Ce projet ne verra manifestement pas le jour.
- 1955 : Toutou de Jean Blondel, musiques d'Henri Ackermans, paroles de Paul Varan. Avec Jacques Desta, Florence Brière, Marie Noël. Générale le 9 décembre 1955[14].
- 1956 : Les Lingots du Havre d'Yves Jamiaque, mise en scène Jean Lanier.
- 1957 : Mon cœur balance de Michel Duran, mise en scène Alice Cocéa.
- 1957 : Moi, Napoléon !... d'Albert Dieudonné, mise en scène Alain Quercy.
- 1957 : Au Paradis de Fernand Millaud, mise en scène Marcel Alba.
- 1957 : Feu ! d'Yves Chatelain, mise en scène Paul Abram.
- 1957 : La Reine de Césarée de Robert Brasillach, mise en scène Raymond Hermantier (14 novembre).
- 1958 : Il pleut bergère de L. Musso, mise en scène Jacques-Henri Duval.
- 1958 : La Fée de Didier Daix, mise en scène Mady Berry.
- 1958 : Le Pain des jules d'Ange Bastiani, mise en scène Jean Le Poulain.
- 1959 : La mauvaise semence de T. Mihalakeas et Paul Vandenberghe, mise en scène Alfred Pasquali.
- 1959 : Veillons au salut de l'Empire de Charles Prost, mise en scène Jacques Mauclair.
- 1959 : Le Pain des jules d'Ange Bastiani, mise en scène Jean Le Poulain.
- 1959 : La tête à l'envers de Giovanni Cenzato, adaptation de Roland Chalosse, mise en scène Guy Lauzin.
- 1960 : Les Oiseaux d'Aristophane, mise en scène Guy Kayat.
- 1960 : La Quadrature du cercle de Valentin Kataïev, mise en scène Stéphane Ariel
- 1960 : Les femmes veulent savoir de Jacques Glaizal et Anne Blehaut, mise en scène Christian-Gérard.
- 1960 : Les Assassins du bord de mer de Jean Guitton, mise en scène Robert Manuel.
- 1961 : La Reine-Roi de Martial Retuerto, mise en scène Paul Robin Benhaioun.
- 1962 : Les hommes préfèrent les blondes de Anita Loos, mise en scène Christian-Gérard.
- 1962 : Le Pain des jules d'Ange Bastiani, mise en scène Jean Le Poulain.
- 1963 : L'assassin est dans la salle de Pierre Nimus, mise en scène Pierre Valde.
- 1964 : Fraude qui peut de Pierre de Las Hies, mise en scène Philippe Janvier.
- 1965 : À travers le mur du jardin de Peter Howard, mise en scène Marc Gassot.
- 1965 : Jamais trop tard de Arthur Long Summer, mise en scène Christian-Gérard.
- 1965 : Des enfants de cœur ! de François Campaux, mise en scène Christian-Gérard.
- 1966 : L'Œuf à la coque de Marcel Franck, mise en scène François Guérin.
- 1967 : L'erreur est juste de Jean Paxet, mise en scène Christian-Gérard.
- 1967 : Le Cimetière des voitures de Fernando Arrabal, mise en scène Víctor García, avec Jean-Claude Drouot, Maria Meriko, Michèle Oppenot[15],[16].
- 1967 : Petit Malcolm contre les Enuques de David Halliwel, mis en scène par Jacques-Jean Rousseau ; joué par José-Maria Flotats ; décors de Claude Acquart[17].
- 1968 : The Connection de Jack Gelber. Avec Gordon Heath (cow-boy), Jean Herbert (Leach), J.-J. Aslanian (l'auteur), Jean Collomb (le producteur), Anne-Marie Coffinet (la salutiste) et un quartet de musiciens[18].
- 1968 : Je ne veux pas mourir idiot de Georges Wolinski, mise en scène Claude Confortès.
- 1968 :  Il est permis de se pencher dehors de Jean-Jacques Odier et Per Olsson. Mise en scène par Howard Reynolds[19].
- 1968 (12 octobre 1968 - fin novembre 1968) :  Pitié pour Clémentine, comédie musicale en 2 actes et 4 tableaux de Claire Evans et Jean-Jacques Odier[20] ; mise en scène de Jean-Pierre Martino ; avec Nicole Favart (Clémentine)[21].